# Kirchenstraße 23 (München)

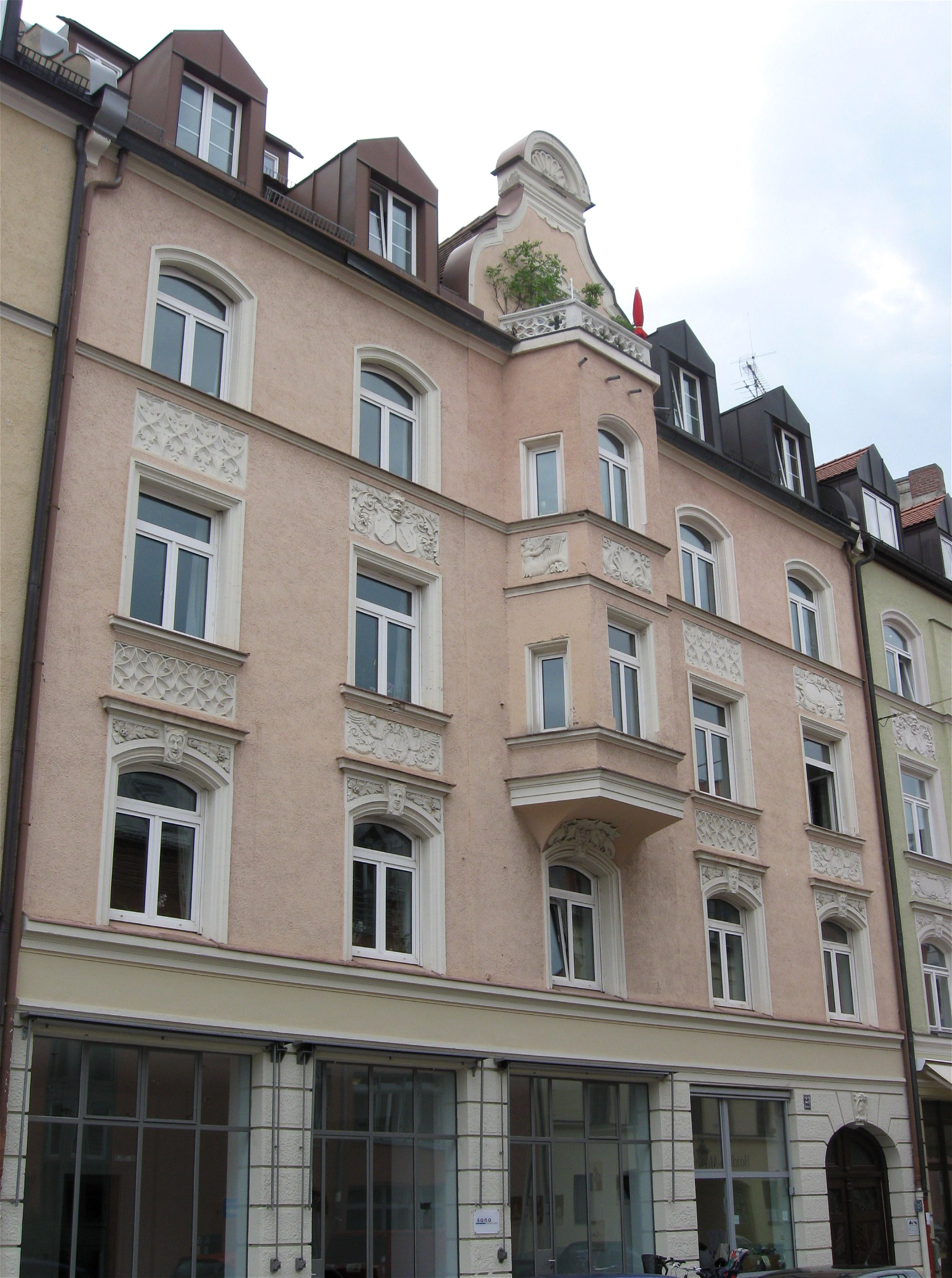
Haus Kirchenstraße 23 in München-Haidhausen

Das Haus Kirchenstraße 23 ist ein denkmalgeschütztes Mietshaus im Münchner Stadtteil Haidhausen.
Das Wohnhaus im Stil der „deutschen Renaissance“ wurde 1898 nach Plänen des Architekten Ludwig Grothe errichtet. Es ist mit einem Erker und reichem Stuckdekor versehen. Mit den Häusern Nr. 21 und 25 bildet es eine Gruppe.